# Chińskie Tajpej na Letnich Igrzyskach Olimpijskich 1984
Chińskie Tajpej na Letnich Igrzyskach Olimpijskich 1984 reprezentowało 38 zawodników: 31 mężczyzn i 7 kobiety. Był to 6. start reprezentacji Tajpej na letnich igrzyskach olimpijskich.

## Zdobyte medale
| Medal | Zawodnik     | Dyscyplina           | Konkurencja   | Rezultat |
| ----- | ------------ | -------------------- | ------------- | -------- |
| Brąz  | Tsai Wen-yee | Podnoszenie ciężarów | waga piórkowa |          |

## Skład kadry

### Judo
Mężczyźni
- Chau Chin-fu – waga ekstralekka – 12. miejsce
- Liaw Der-cheng – waga lekka – 11. miejsce
- Sun Yih-shong – waga półśrednia – 20. miejsce
- Chang Shou-chung – waga średnia – 9. miejsce

### Boks
Mężczyźni
- Chung Pao-ming – waga ekstralekka – 9. miejsce
- Chen King-ming – waga musza – 17. miejsce

### Kolarstwo
Mężczyźni
- Lee Fu-hsiang

Sprint – odpadł w ósmej rundzie
Wyścig na czas, 1000 m – 22. miejsce
- Hsu Chin-te – wyścig na dochodzenie, 4000 m – niesklasyfikowany

### Lekkoatletyka
Mężczyźni
- Chen Chang-ming – maraton – 57. miejsce
- Wu Chin-jing – 110 metrów przez płotki – odpadł w półfinałach
- Liu Chin-chiang – skok wzwyż – 26. miejsce
- Lee Fu-an

Skok w dal – 20. miejsce
Dziesięciobój – 19. miejsce
- Chen Hung-yen – rzut oszczepem – 24. miejsce
- Guu Jin-shoei – dziesięciobój – 16. miejsce

Kobiety
- Lai Lee-chiao – 400 metrów przez płotki – odpadła w eliminacjach
- Liu Yen-chiu – skok wzwyż – 29. miejsce
- Lee Hui-cheng – rzut oszczepem – 21. miejsce
- Tsai Lee-chiao – siedmiobój – 18. miejsce

### Łucznictwo
Mężczyźni
- Tu Chih-chen – 42. miejsce

Kobiety
- Lu Jui-chiung – 42. miejsce

### Pięciobój nowoczesny
Mężczyźni
- Chen Kung-liang – 48. miejsce

### Pływanie
Mężczyźni
- Michael Miao

100 metrów st. dowolnym – 30. miejsce
200 metrów st. dowolnym – 27. miejsce
- Wu Ming-hsun

400 metrów st. dowolnym – 33. miejsce
1500 metrów st. dowolnym – 23. miejsce
400 metrów st. zmiennym – 22. miejsce
- Lin Chun-hong

400 metrów st. dowolnym – 35. miejsce
1500 metrów st. dowolnym – 25. miejsce
Kobiety
- Wen Lisa Ann

400 metrów st. dowolnym – 15. miejsce
1500 metrów st. dowolnym – 17. miejsce
200 metrów st. motylkowym – 22. miejsce
- Chang Hui-chien

400 metrów st. dowolnym – 24. miejsce
1500 metrów st. dowolnym – 20. miejsce
200 metrów st. motylkowym – 27. miejsce

### Podnoszenie ciężarów
Mężczyźni
- Chung Yung-chi – waga musza – 11. miejsce
- Chen Shen-yuan – waga musza – 15. miejsce
- Chiu Yuh-chuan – waga kogucia – 11. miejsce
- Tsai Wen-yee – waga piórkowa – 3. miejsce

### Strzelectwo
Mężczyźni
- Tu Tsai-hsing – pistolet, 50 m – 10. miejsce
- Tsai Pai-sheng – skeet – 29. miejsce
- Yang Ching-sung – skeet – 41. miejsce

### Szermierka
Mężczyźni
- Lee Tai-chung

Floret – 45. miejsce
Szpada – 57. miejsce
- Tsai Shing-hsiang

Floret – 54. miejsce
Szpada – 37. miejsce

### Zapasy
Mężczyźni
- Lou Wie-ki – waga musza, styl wolny – niesklasyfikowany

### Żeglarstwo
Mężczyźni
- Lim Kui-aon, Lim Yal-aon – klasa 470 – 19. miejsce